# Serrata del Maggior Consiglio

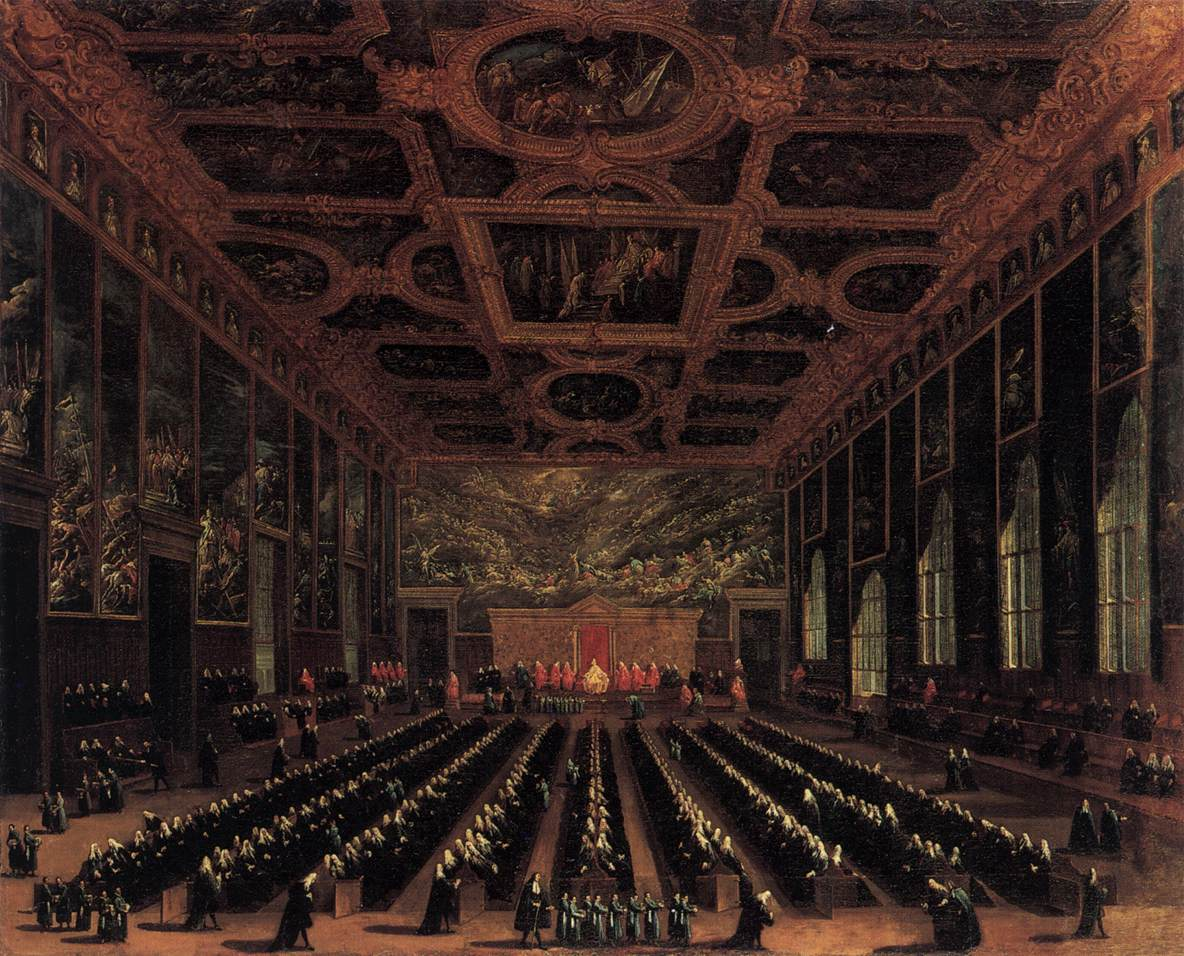
Il Maggior Consiglio riunito nel XVIII secolo.

La Serrata del Maggior Consiglio fu una riforma approvata il 28 febbraio 1297 dal Maggior Consiglio della Repubblica di Venezia, con cui si rese provvisoriamente ereditaria la carica di membro del Maggior Consiglio, massima istituzione della Repubblica, a cui spettava l'elezione del doge.

## Contesto storico

### La riforma costituzionale del 1172
Come i suoi predecessori, nel 1155 Vitale II Michiel fu eletto per acclamazione doge della Repubblica di Venezia. Il dogado di Vitale II si svolse in un clima di incertezza; dopo aver preso parte nel 1167 alla Lega Lombarda per difendersi dalle guerre d'Italia portate avanti da Federico Barbarossa, nel 1171 Venezia si trovò costretta ad iniziare una sanguinosa guerra contro l'Impero Bizantino guidato da Manuele I Comneno. Nel settembre del 1171, una volta raccolta la flotta, Vitale II si diresse verso il Negroponte, dove il governatore bizantino presentò l'offerta di pace dell'Imperatore Manuele I, che nel frattempo aveva chiesto aiuto ai pisani e genovesi. Le tregua consentì a Manuele I di guadagnare tempo, la flotta veneziana si ritirò a Chio e, con l'arrivo dell'inverno, l'affollamento e le dure condizioni di vita sulle galee portarono alla diffusione del morbo tra gli equipaggi, causando moltissime perdite e l'estinzione di diverse casate nobiliari. La colpa della strage fu interamente addossata al doge, che il 28 maggio 1172, mentre cercava rifugio nel monastero di San Zaccaria, fu assassinato dai rivoltosi.
Con l'assassinio del doge le maggiori cariche del comune (per la maggior parte membri del patriziato) decisero di avviare una serie di riforme per chiarire e stabilizzare la composizione ed i poteri delle istituzioni comunali; prima della riforma, infatti, le assemblee potevano essere convocate a discrezione del Doge ed avevano un esiguo potere; inoltre l'elezione del doge avveniva in modo caotico e spesso l'assemblea popolare della concio ricorreva alla violenza per far valere le sue posizioni. Dopo circa sei mesi di lavoro, si decise di nominare dodici elettori, due per sestiere, che a loro volta avrebbero nominato 40 cittadini, i quali avrebbero costituito il Maggior Consiglio, un'assemblea elettiva di 480 persone da rinnovare ogni anno il 29 settembre, giorno di San Michele. Il Maggior Consiglio aveva lo scopo di redigere le leggi da proporre all'assemblea popolare della concio e di nominare le varie assemblee cittadine. La riforma più contestata, però, fu quella relativa all'elezione del Doge, che escludeva totalmente l'assemblea popolare ed incaricava undici elettori scelti tra i membri del Maggior Consiglio; nella basilica di San Marco gli undici avrebbero eletto il Doge a maggioranza di nove e poi avrebbero verificato il consenso popolare con la formula: «Questo è il vostro doge se vi piace», conferma che in poco tempo divenne una mera formalità. Con queste nuove leggi, il 29 settembre 1172 fu eletto doge Sebastiano Ziani, uno dei numerosi promotori della riforma.

### I difetti del sistema
La riforma del 1172 fu progressivamente modificata e l'elezione del Maggior Consiglio e l'elezione dei membri fu affidata a un numero costantemente variabile di elettori che intervenivano anche più volte all'anno, integrando l'assemblea con nuovi membri e sostituendone altri. Ad esempio il 27 settembre 1293 solamente quattro elettori (due per ognuna delle metà di Venezia divise dal Canal Grande) elessero 100 membri che furono poi integrati con nuove elezioni a novembre, dicembre, febbraio e luglio, raggiungendo l'8 luglio 1294 un totale di 313 consiglieri. Le elezioni spesso erano soggette a brogli elettorali che solitamente favorivano le maggiori casate dell'epoca, ad esempio nella prima elezione del 1293 su 100 membri oltre un terzo appartenevano a sole tre famiglie, 18 erano dei Contarini, 11 dei Morosini e 10 dei Foscari.
Per rimediare ai difetti della riforma del 1172, il 5 ottobre 1286 i tre capi della Quarantia sottoposero al doge Giovanni Dandolo un testo di legge per riformare l'elezione del Maggior Consiglio. La proposta chiedeva di sottoporre all'approvazione del doge, del Minor Consiglio e della Quarantia, l'elezione di nuovi membri che non vantassero ascendenti paterni tra i membri del Maggior Consiglio, in questo modo si sarebbe conservato il patriziato e le famiglie più influenti avrebbero ridotto il loro potere, ma il doge respinse la proposta e il Maggior Consiglio votò di conseguenza con 82 contrari 48 favorevoli e 10 astenuti. Il 17 ottobre si era quindi avanzata una soluzione meno radicale, tre elettori scelti dal Maggior Consiglio a inizio aprile avrebbero scritto delle liste di nomi da approvare uno ad uno a maggioranza assoluta del doge, del Minor Consiglio e della Quarantia e poi altri tre elettori fino a San Michele avrebbero potuto proporre altri nomi, ma anche questa proposta fu respinta. Il 25 novembre 1289 fu eletto nuovo doge Pietro Gradenigo, primo della sua casata, che il 6 marzo 1296 propose una legge analoga alle precedenti per la riforma del Maggior Consiglio e dell'elezione del Doge, ma la legge fu nuovamente respinta.

## Riforma
Il sostegno alla riforma da parte del doge Pietro Gradenigo era evidente così il 28 febbraio 1296 more veneto (corrispondente al 28 febbraio 1297) fu presentata una nuova legge che fu definitivamente approvata. La legge era composta dai seguenti articoli:
1. La Quarantia doveva stilare un elenco di quanti fossero appartenuti al Maggior Consiglio nei quattro anni precedenti, tra i quali nominare i nuovi membri dell'assemblea;
2. si affidava altresì alla medesima Quarantia l'elezione dei nuovi membri del Maggior Consiglio, considerando sufficienti dodici voti per l'approvazione della nomina e la presenza di almeno trenta membri della Quarantia, assieme ad un preavviso di almeno tre giorni sulla votazione;
3. i membri eletti sarebbero rimasti in carica sino al seguente giorno di San Michele (29 settembre 1297), quando sarebbero stati sottoposti a nuova votazione per la proroga annuale, e così di anno in anno;
4. quanti avessero dovuto, trovandosi fuori dal Dogado, rinunciare per un certo periodo a sedere nel Maggior Consiglio, vi sarebbero stati riammessi dopo nuova votazione della Quarantia;
5. la scelta di nuovi candidati al Maggior Consiglio veniva affidata ad una commissione di tre elettori, nominati dal Maggior Consiglio con incarico annuale, e all'approvazione della Quarantia;
6. la presente legge sarebbe stata revocabile solo con l'approvazione di almeno cinque Consiglieri ducali, venticinque membri della Quarantia e di due terzi del Maggior Consiglio;
7. la legge sarebbe stata sottoposta a verifica tramite votazione venticinque giorni prima del giorno di San Michele dell'anno seguente (4 settembre 1298), pena, per i consiglieri, il pagamento di una multa da esigersi da parte degli Avogadori de Comùn.

## Conseguenze
Come richiesto, la legge venne confermata nel settembre 1298 e nuovamente il 30 settembre 1299. Tuttavia essa non rimase priva di conseguenze nei rapporti politici tra il partito aristocratico e il partito popolare. Nel 1300 Marin Bocconio ordì una congiura, fallita, contro il Doge e il governo. Il 22 marzo dello stesso anno, quindi, da parte sua, il partito aristocratico pose nuove limitazioni all'ingresso di uomini nuovi in seno al Maggior Consiglio, richiedendo per loro almeno venti voti favorevoli da parte della Quarantia.
Tali limitazioni furono ulteriormente rafforzate successivamente, nel 1307. Ma in risposta, tre anni dopo, nel 1310, il nobile Bajamonte Tiepolo ordì una nuova e pericolosissima congiura contro il governo aristocratico, sventata d'un soffio dal Doge, il sempreverde Pietro Gradenigo. Il governo reagì creando una nuova magistratura speciale per la repressione delle minacce contro l'ordine costituzionale: il Consiglio dei Dieci. Nel 1315 si ordinò quindi la creazione di un Libro d'Oro in cui iscrivere, al compimento dei diciotto anni, i nomi di quanti avrebbero avuto diritto di accedere al Maggior Consiglio; seguìto, nel 1316, da norme ancora più restrittive riguardanti gli homini novi.
Nel 1319 si ebbe la stretta finale. Si procedette ad un attento vaglio della validità dei titoli degli iscritti nel Libro d'Oro, dopodiché si procedette ad abolire la possibilità di eleggere nuovi membri del Consiglio, stabilendo l'automatico accesso al Maggior Consiglio per tutti i patrizi maschi al compimento dei 25 anni d'età, con l'eccezione per trenta di loro, sorteggiati ogni anno nel giorno di Santa Barbara, di accedervi già al compimento dei vent'anni: il Maggior Consiglio diveniva così, definitivamente, un'assemblea chiusa ed ereditaria. Nel 1423 il Maggior Consiglio aboliva anche formalmente l'ormai inutile Concio popolare, rimanendo così assoluto padrone dello Stato.
Daron Acemoğlu e James A. Robinson (riprendendo delle tesi storiografiche datate) identificano nella serrata del Maggior Consiglio la principale causa del declino di Venezia e quindi l'esempio paradigmatico del "fallimento" di uno stato. La potenza e la ricchezza di Venezia crebbero finché le istituzioni della repubblica consentirono un’ampia partecipazione dei cittadini; quando l’aristocrazia veneziana restrinse tali diritti, e quindi la Repubblica da “inclusiva” si trasformò in “estrattiva”, iniziò la decadenza della città, divenuta al giorno d'oggi un museo; Tuttavia, contro quest'ultima tesi - almeno per quanto concerne la storia della città lagunare - oltre a far notare che l'apogeo di Venezia, sia dal punto di vista economico che politico-militare, è successivo di secoli alla "Serrata”, è utile citare lo storico Alvise Zorzi, il quale contesta la "vulgata" della "Serrata" come chiusura aristocratica, e suggerisce di parlare, al contrario, di tentativo di "allargare la partecipazione alla massima assemblea costituzionale e alla sue decisioni". Infatti, i membri del Maggior Consiglio furono portati prestissimo da 586 a 900, e poi a 1.212 nel 1340; il che voleva dire che ne faceva parte un cittadino su 82,5. "Ciò fa giustizia anche dell'affermazione, infinite volte ripetuta, che la cosiddetta serrata avesse tenuto stretto il potere nelle mani dei grandi uomini d'affari", i quali erano di una percentuale decisamente inferiore.
È significativo, inoltre, che Frederic Chapin Lane, nel capitolo riguardante "L'allargamento del Maggior Consiglio", non usi nemmeno una volta il termine "serrata", bensì parli esclusivamente di "allargamento".
Dal punto di vista economico, gli studiosi Diego Puga e Daniel Trefler sostengono che la Serrata portò ad una stratificazione politica ed economica. Secondo loro, grazie alla Serrata, un piccolo gruppo di aristocratici ricchi bloccò la concorrenza politica ed economica rendendo ereditaria la partecipazione parlamentare. in questo modo, eressero barriere alla partecipazione agli aspetti più redditizi del commercio a lunga distanza, quali la Collegantia. Nel corso dei due secoli successivi ciò portò a un fondamentale spostamento della società dall'apertura politica, competizione economica e mobilità sociale verso la chiusura politica, l'estrema disuguaglianza e la stratificazione sociale. Puga e Trefler hanno analizzato documenti di colleganze ed atti matrimoniali e concluso che il monopolismo portò all'ascesa di un'estrema disuguaglianza, e coloro erano potenti prima del 1297 emersero come i vincitori indiscussi.